# Bombardiere medio

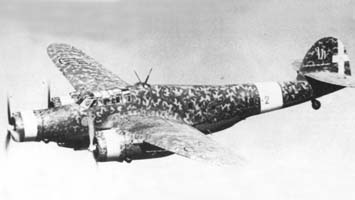
Bombardiere CANT Z.1007 "Alcione", principale bombardiere medio della Regia Aeronautica nella Seconda Guerra Mondiale.

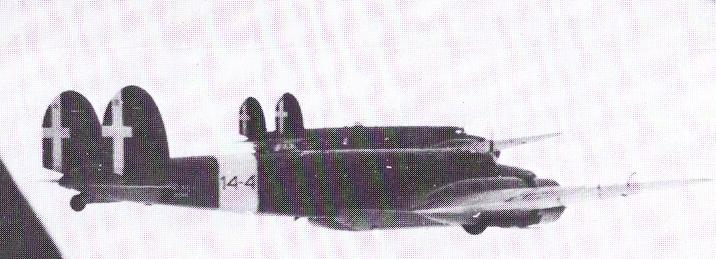
Coppia di FIAT B.R.20.

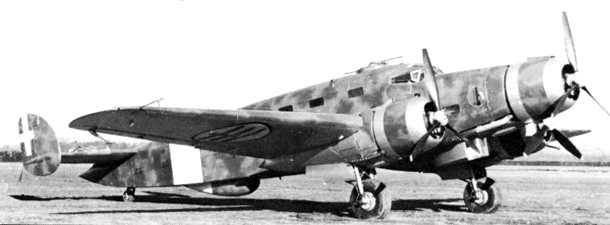
Savoia-Marchetti S.M.84.

Un bombardiere medio è un aereo militare da bombardamento che opera con medi carichi di bombe entro un medio raggio d'azione; il nome, intuitivamente, lo distingue peraltro dai più grossi bombardieri pesanti e dai più piccoli bombardieri leggeri. In genere i "medi" trasportano circa due tonnellate di bombe, contro i "leggeri" che si fermano ad una, e i "pesanti" che ne recano quattro o più.
Il termine era usato prima e durante la seconda guerra mondiale, in base ai parametri disponibili in fatto di motori e tecnologia aeronautica per progettare i bombardieri dell'epoca. Dopo quel conflitto, i bombardieri medi furono sostituiti nelle aviazioni mondiali da apparecchi più progrediti e performanti.

## Storia
Nei primi anni 1930 molte forze aeree cercarono di ammodernare le flotte di bombardieri a disposizione, che sovente consistevano di antiquati biplani. I nuovi progetti erano tipicamente monoplani bimotori, spesso costruiti interamente in metallo, e ottimizzati per fornire prestazioni e velocità per tentare di sfuggire ai modelli di caccia del tempo, peraltro in rapida evoluzione. Alcuni di questi bombardieri, come Heinkel He 111, Junkers Ju 86, Savoia-Marchetti SM.79, Douglas B-18, e Armstrong Whitworth Whitley, furono sviluppati da (o progettati parallelamente a) aerei di linea o da trasporto coevi.
Il bombardiere medio al tempo della Seconda guerra mondiale era generalmente un qualunque modello di bombardiere d'alta quota che potesse portare fino a 1 800 kg di carico offensivo su raggi d'azione da 1 500 fino a 2 000 mi (2 400 fino a 3 200 km). 
Questi parametri sarebbero stati messi in discussione a partire dalla metà del secondo conflitto mondiale, quando un cacciabombardiere qualsiasi poteva trasportare 900 kg abbondanti di bombe. I progressi nei motori e nei progetti finirono per consentire a bombardieri leggeri, bombardieri tattici, e in seguito a cacciabombardieri aviogetti di assumere i ruoli in precedenza affidati ai "medi".
Dopo la guerra, svanì generalmente l'uso del termine; avvenne in parte per la massiccia smobilitazione dell'equipaggiamento delle forze aeree ex belligeranti, e in parte perché diversi modelli di bombardieri medi tra i più diffusi erano già divenuti tecnologicamente obsoleti a quel punto. Sebbene venissero progettati successivamente numerosi aerei che rientravano nella categoria per prestazioni e carico utile, erano quindi definiti piuttosto bombardieri tattici, o aerei da attacco al suolo. Sono esempi di "medi" post-bellici l'English Electric Canberra (assieme al suo corrispondente derivato USA, il Martin B-57) e il sovietico Ilyushin Il-28 "Beagle".
Finita la Seconda guerra mondiale, solo lo statunitense Strategic Air Command usava ancora il termine "bombardiere medio" negli anni 1950 per distinguere il Boeing B-47 Stratojet dal contemporaneo e alquanto più grande "bombardiere pesante" Boeing B-52 Stratofortress negli stormi bombardieri (i più vecchi bombardieri pesanti B-29 e B-50 furono parimenti ridefiniti "medi" in questo periodo). Questa nomenclatura era meramente formale e burocratica, ad ogni modo i bombardieri strategici B-47 il B-52 erano molto più grandi ed avevano prestazioni e capacità di carico assai maggiori di qualunque bombardiere medio e perfino pesante di "epoca II guerra mondiale", ma ciò si doveva intendere in termini di raggio d'azione piuttosto che di capacità di carico.
Anche se il termine non si usa più, lo sviluppo di aerei che corrispondono alla missione del 'bombardiere medio' in tutto fuorché nel nome continuò e tali macchine sono state impiegate in vari conflitti del dopoguerra; ne sono esempi bombardieri tattici specializzati come Su-24 ed F-111 che hanno capacità di carico utile e autonomia superiori a quelle dei cacciabombardieri, ma inferiori a quelle dei più pesanti bombardieri strategici.

## Bombardieri medi
Introdotti prima della Seconda guerra mondiale (1 settembre 1939)
- Armstrong Whitworth Whitley — primo di tre bombardieri medi britannici
- Bloch MB.210
- CANT Z.1007
- Douglas B-18 Bolo — sviluppato dal progetto dell'aereo di linea DC-2
- Douglas B-23 Dragon
- Dornier Do 23
- Fiat BR.20 — primo bombardiere italiano totalmente metallico
- Fokker T.V — bombardiere della forza aerea dell'esercito olandese (Luchtvaartafdeling)
- Handley Page Hampden — bombardiere medio britannico, veloce quasi quanto il Bristol Blenheim
- Heinkel He 111 — considerato un bombardiere pesante dalla Luftwaffe per alcune missioni
- Ilyushin DB-3 — precursore dello Il-4 (ne parleremo più avanti)
- Junkers Ju 52 (brevemente durante la Guerra civile spagnola)
- Junkers Ju 86
- Lioré et Olivier LeO 45 — veloce bombardiere medio francese
- Martin B-10 — bombardiere americano, molto avanzato quando fu immesso in servizio (1934)
- Mitsubishi G3M — per gli Alleati conosciuto come "Nell"
- Mitsubishi Ki-21 — "Sally"; sostituì alcuni bombardieri Fiat BR.20 nell'aviazione giapponese
- PZL.37 Łoś - l'aereo polacco più progredito al tempo dell'invasione della Polonia
- Savoia-Marchetti SM.79 — bombardiere militare trimotore italiano usato vantaggiosamente come aerosilurante al principio della Seconda guerra mondiale
- Vickers Wellington — bombardiere medio britannico di vasta produzione, con una cellula a traliccio in alluminio unica progettata da Barnes Wallis e capace di un raggio d'azione di 2 500 miglia (oltre 4 000 km)

Seconda guerra mondiale
- de Havilland Mosquito — considerato un aereo multi-ruolo
- Dornier Do 217 — considerato un bombardiere pesante dalla Luftwaffe per alcune missioni
- Ilyushin Il-4 — bombardiere sovietico a lungo raggio
- Junkers Ju 88 — aereo versatile usato in molte configurazioni e svariati ruoli, tra cui aerosilurante, bombardiere in picchiata, caccia notturno e ricognizione
- Martin B-26 Marauder — il bombardiere con la più bassa quota di perdite in missione fra tutti quelli impiegati dalle USAAF nella Seconda guerra mondiale
- Mitsubishi G4M — noto agli Alleati come "Betty"
- Mitsubishi Ki-67 Hiryū — nome in codice per gli Alleati "Peggy"; classificato come pesante dall'aviazione giapponese
- Nakajima Ki-49 Donryu — "Helen"
- North American B-25 Mitchell — bombardiere medio americano prodotto in numerosissimi esemplari
- Savoia-Marchetti SM.84 — progettato per sostituire lo SM.79, non fu molto fortunato, tanto che l'aereo più vecchio rimase in servizio anche dopo l'introduzione del suo preteso successore[6]
- Tupolev Tu-2 — usato in molteplici ruoli, come lo Junkers Ju 88 tedesco
- Yermolayev Yer-2
- Yokosuka P1Y Ginga — un bombardiere medio per l'aviazione di marina giapponese; ma per dimensioni, peso, velocità eccetera era assimilabile ai caccia leggeri degli Alleati quale il Douglas A-26 Invader

Dopo la Seconda guerra mondiale
- English Electric Canberra - bombardiere a reazione britannico introdotto negli anni 1950
- Ilyushin Il-28 — bombardiere a reazione sovietico
- Martin B-57 Canberra — versione statunitense, prodotta su licenza, dell'English Electric Canberra
- Douglas A-3 Skywarrior — jet da attacco statunitense imbarcato su portaerei; una versione derivata fu adottata dal Tactical Air Command (USAF) con la denominazione di "bombardiere tattico leggero" B-66
- North American A-5 Vigilante — jet da attacco statunitense, imbarcato e supersonico
- Dassault Mirage IV — bombardiere strategico francese a reazione
- Grumman A-6 Intruder — aereo da attacco imbarcato USA; è accostabile per dimensioni ad un "medio" della Seconda guerra mondiale, ma con raggio d'azione e carico utile simili a un bombardiere pesante della medesima era
- Blackburn Buccaneer — aereo da attacco marittimo imbarcato della Royal Navy
- General Dynamics F-111 — aereo da attacco USA con ala a geometria variabile
- Sukhoi Su-24 — aereo da attacco supersonico a geometria variabile URSS simile per ruolo e configurazione all'F-111